# Cosmos 1001
Cosmos 1001 fue el nombre dado a una misión de prueba no tripulada de la cápsula Soyuz T que finalizó en fracaso.
Fue lanzada el 4 de abril de 1978 desde el cosmódromo de Baikonur mediante un cohete Soyuz. La órbita inicial tenía un perigeo de 199 km y un apogeo de 228 km, con una inclinación orbital de 51,6 grados y un período de 88,7 minutos. 
La duración del vuelo fue de 10,87 días, durante las que realizó diferentes maniobras orbitales, con un delta V total de 60 m/s.
La cápsula fue recuperada el 15 de abril de 1978. En su momento fue oficialmente un lanzamiento para investigar la atmósfera superior y el espacio exterior.